# Alamaailman Vasarat
Az Alamaailman Vasarat egy instrumentális zenét játszó együttes. 1997-ben alakultak meg Finnországban. Zenéjükben több műfaj is keveredik, főleg a világzene, a jazz, a népzene, a klezmer és a metal műfajok hatása érezhető. Fennállásuk alatt 6 nagylemezt jelentettek meg. Lemezkiadóik: Laskeuma Records, Nordic Notes, Wolfgang Records, Johanna Kustannus Oy. A név az "alvilág kalapácsai"ként fordítható. A zenei oldalak "fictional world music" (fiktív világzene) jelzővel illetik az együttes stílusát. Habár hivatalosan nem oszlottak fel, 2014 óta inaktívak. 2008-ban Magyarországon is koncerteztek, a Sziget Fesztiválon. Az együttes alapítója, Jarno Sarkula 2020-ban elhunyt, 47 éves korában.

## Tagok
- Jarno Sarkula - szopránszaxofon, altszaxofon, tenorszaxofon, basszus-szaxofon, klarinét, népi hangszerek
- Jarkko Niemelä - trombita, alto kürt
- Miika Huttunen - zongora, billentyűk, melodika
- Tuuka Helminen - cselló
- Marko Manninen - cselló, teremin
- Santeri Saksala - dobok, ütőhangszerek

## Diszkográfia/Stúdióalbumok
- Vasarasia (2000)
- Käärmelautakunta (2003)
- Kinaporin Kalifaatti (2005)
- Palataan Aasiaan (2005, DVD)
- Maahan (2007)
- Huuro Kolkko (2009)
- Haudasta Lomilla (DVD, 2010)
- Valta (2012)